# Phaethornis longuemareus
A Phaethornis longuemareus a madarak osztályának sarlósfecske-alakúak (Apodiformes)  rendjébe és a kolibrifélék (Trochilidae) családjába tartozó faj.

## Rendszerezése
A fajt René Primevère Lesson francia orvos és ornitológus írta le 1832-ben, a Trochilus nembe  Trochilus longuemareus néven.

## Előfordulása
Dél-Amerika északi részén, Brazília, Francia Guyana, Guyana, Suriname, Trinidad és Tobago, valamint Venezuela területén honos. 
Természetes élőhelyei a szubtrópusi vagy trópusi síkvidéki esőerdők, mangroveerdők, mocsári erdők és cserjések, valamint ültetvények és másodlagos erdők. Állandó, nem vonuló faj.

## Megjelenése
Testhossza 9 centiméter, testtömege 2-3 gramm.

## Természetvédelmi helyzete
Az elterjedési területe nagyon nagy, egyedszáma pedig stabil. A Természetvédelmi Világszövetség Vörös listáján nem fenyegetett fajként szerepel.